# Watkins Moorman Abbitt

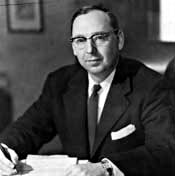
Watkins Moorman Abbitt

Watkins Moorman Abbitt (* 21. Mai 1908 in Lynchburg, Virginia; † 13. Juli 1998 ebenda) war ein US-amerikanischer Staatsanwalt und Politiker. Er vertrat den Bundesstaat Virginia als Abgeordneter im US-Repräsentantenhaus.

## Leben
Watkins Abbitt graduierte 1925 an der Agricultural High School in Appomattox. Danach machte er 1931 seinen Bachelor of Laws an der University of Richmond. Anschließend praktizierte er als Rechtsanwalt in seiner Praxis. Von 1932 bis 1948 amtierte er als Staatsanwalt des Appomattox County. 1945 war Abbitt Mitglied von Virginias Verfassungskonvent. Des Weiteren war er 1964 Delegierter zur Democratic National Convention. Er leitete auch eine Bank.
Abbitt wurde in einer Sonderwahl als Demokrat in den 80. Kongress gewählt, um den durch den Tod des US-Abgeordneten Patrick H. Drewry entstandenen freien Sitz zu füllen. Anschließend wurde er noch zwölf weitere Male wiedergewählt. Seine Amtszeit belief sich vom 17. Februar 1948 bis zum 3. Januar 1973. Er entschloss sich 1972, für den 93. Kongress nicht mehr zu kandidieren. In seiner Amtszeit im Kongress war er 1956 an der Verfassung des Southern Manifesto beteiligt, das sich gegen die Rassenintegration an öffentlichen Einrichtungen aussprach.
Abbitt starb am 13. Juli 1998. Er wurde auf dem „Liberty Cemetery“ in Appomattox beigesetzt.